# Тройтлен (округ, Джорджія)
Шаблон:StateAbbr_ 32°24′ пн. ш. 82°34′ зх. д. / 32.4° пн. ш. 82.57° зх. д.
Округ  Тройтлен (англ. Treutlen County) — округ (графство) у штаті  Джорджія, США. Ідентифікатор округу 13283.

## Історія
Округ утворений 1917 року.

## Демографія
За даними перепису 
2000 року 
загальне населення округу становило 6854 осіб, зокрема міського населення було 3036, а сільського — 3818.
Серед мешканців округу чоловіків було 3404, а жінок — 3450. В окрузі було 2531 домогосподарство, 1825 родин, які мешкали в 2865 будинках.
Середній розмір родини становив 3,05.
Віковий розподіл населення поданий у таблиці:
| Стать    | До 15 років | 15-21 | 22-29 | 30-39 | 40-49 | 50-65 | 65-85 | Понад 85 |
| -------- | ----------- | ----- | ----- | ----- | ----- | ----- | ----- | -------- |
| Чоловіки | 746         | 505   | 412   | 457   | 446   | 482   | 333   | 23       |
| Жінки    | 716         | 348   | 375   | 418   | 498   | 543   | 463   | 89       |

## Суміжні округи
- Емануель — північний схід
- Монтгомері — південний схід
- Вілер — південний захід
- Лоренс — захід
- Джонсон — північний захід

## Виноски
1. ↑  U.S. Decennial Census. United States Census Bureau. Процитовано 26 червня 2014.
2. ↑  Historical Census Browser. University of Virginia Library. Архів оригіналу за 11 серпня 2012. Процитовано 26 червня 2014.
3. ↑  Population of Counties by Decennial Census: 1900 to 1990. United States Census Bureau. Процитовано 26 червня 2014.
4. ↑  Census 2000 PHC-T-4. Ranking Tables for Counties: 1990 and 2000 (PDF). United States Census Bureau. Процитовано 26 червня 2014.
5. ↑  State & County QuickFacts. United States Census Bureau. Архів оригіналу за 31 січня 2016. Процитовано 26 червня 2014. [Архівовано 2016-01-31 у Wayback Machine.](англ.) Наведено за англійською вікіпедією.
6. ↑  American FactFinder. Бюро перепису населення США. Архів оригіналу за 26 лютого 2012. Процитовано 31 січня 2008. [Архівовано 2008-05-21 у Wayback Machine.]

| США | Це незавершена стаття з географії США. Ви можете допомогти проєкту, виправивши або дописавши її. |